# 동학농민혁명기념관
동학농민혁명기념관(東學農民革命記念財館)은 동학농민군의 최초 전승지인 황토현전적지(사적 295호)내 전북특별자치도 정읍시 덕천면 동학로 742에서 2004년 5월 11일 개관한 기념관이다. 전북특별자치도청에서 관리사업소를 두고 관리·운영해 오다, 2011년 1월부터 동학농민혁명기념재단이 관리·운영하고 있다.
동학농민혁명기념관은 동학농민혁명에 관련된 무기, 생활용품, 전적류를 전시·보존하고 있으며, 동학농민혁명의 전개 상황을 살펴볼 수 있는 '상설전시실'과 매년 2회의 기획전시를 개최할 수 있는 '기획전시실' 등으로 구성되어 있다. 주요 소장품으로는 흥선대원군 효유문, 동경대전 등이 있다.

## 같이 보기
- 동학